# Gle Lu
Gle Lu är en kulle i Indonesien.   Den ligger i provinsen Aceh, i den västra delen av landet, 1 800 km nordväst om huvudstaden Jakarta. Toppen på Gle Lu är 29 meter över havet.
Terrängen runt Gle Lu är platt åt sydväst, men åt nordost är den kuperad. Havet är nära Gle Lu åt sydväst.Runt Gle Lu är det ganska glesbefolkat, med 43 invånare per kvadratkilometer.